# 羅和辞典 (研究社)
羅和辞典（らわじてん）は、研究社から出版されたラテン語-日本語辞典。1952年版と、それを改訂した2009年版の二つがある。

## 1952年版
1952年に初版、1966年に増補改訂版が出版された。田中秀央編。ランゲンシャイトの羅独辞典をもとにしている。戦後ながらく現代的なラテン語日本語辞典として唯一のものであったが、用例の記述が少なく、欧米の諸種のラテン語辞典と比べると物足りない感があった。

## 2009年版
水谷智洋編。ラテン語-日本語辞典としては、1952年版羅和辞典、大学書林刊「古典ラテン語辞典」に続く第3のものである。旧版の欠点を補って語釈中にある程度用例が追加され、また装丁を変更した。